# Sclerosperma mannii
Sclerosperma mannii är en enhjärtbladig växtart som beskrevs av Hermann Wendland. Sclerosperma mannii ingår i släktet Sclerosperma och familjen Arecaceae. Inga underarter finns listade i Catalogue of Life.